# Abisara geza
Abisara geza е вид насекомо от семейство Riodinidae. Видът е незастрашен от изчезване.

## Разпространение
Разпространен е в Бруней, Индонезия (Калимантан, Суматра и Ява) и Малайзия (Западна Малайзия, Сабах и Саравак).

## Описание
Популацията им е стабилна.